# Tomba dei giganti di Is Concias
La tomba dei giganti di Is Concias (detta anche Sa Domu 'e s'Orku) è un sito archeologico situato nel territorio del comune di Quartucciu, nella città metropolitana di Cagliari.

## Descrizione
Situata sul versante occidentale della catena montuosa dei Sette Fratelli, la tomba, databile al XVII-XII secolo a.C. (età del bronzo), misura circa 15,90 m in lunghezza e 1.30 m in larghezza. Presenta, similmente ad altre tombe dei giganti della Sardegna meridionale, la cosiddetta "facciata a filari", che riproponevano la stessa tecnica utilizzata per la costruzione dei nuraghi.

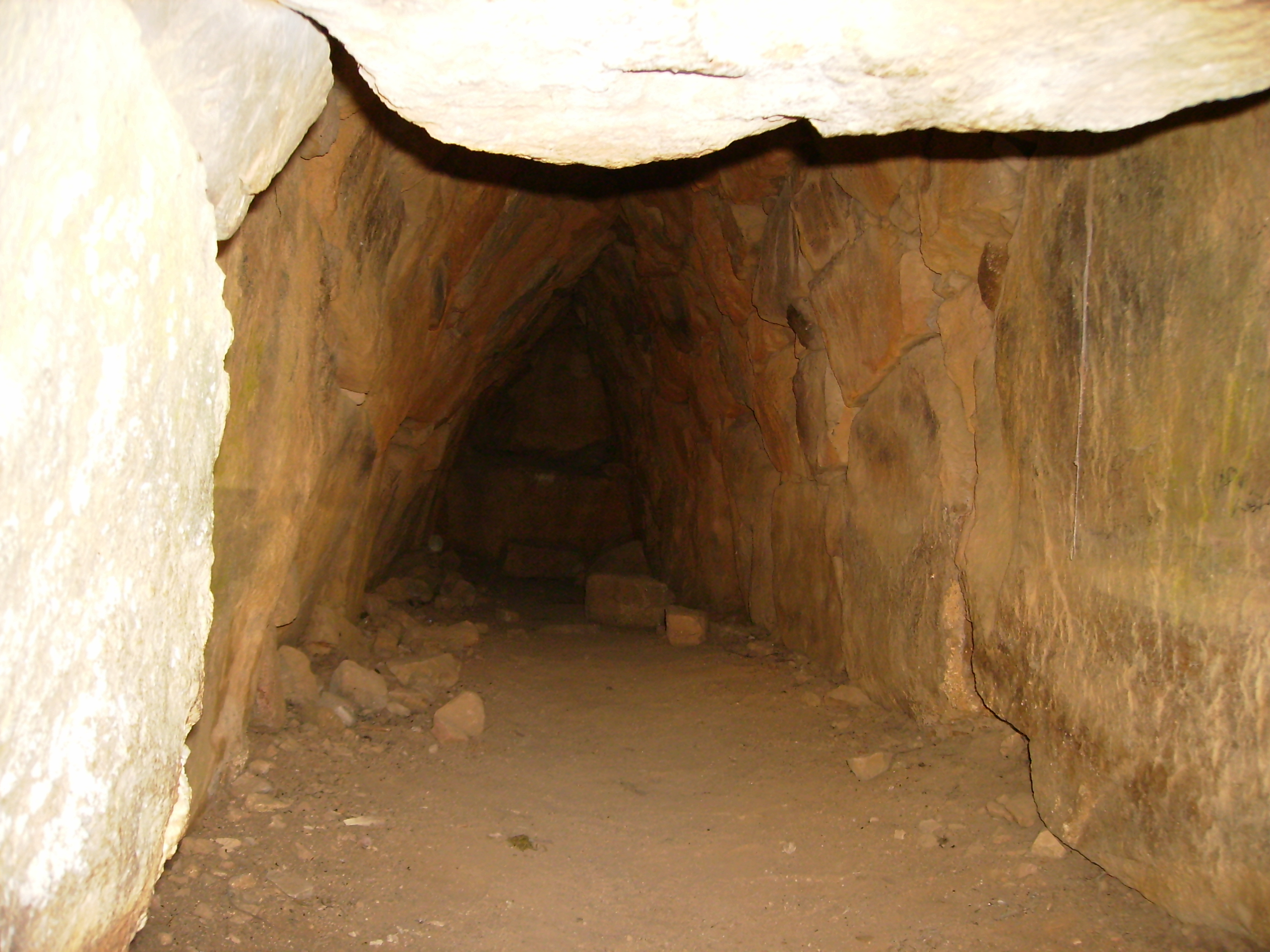
Interno della tomba

Al centro dell'esedra, ampia circa 10 metri, si trova l'ingresso, di forma trapezoidale, alla camera funeraria di forma ogivale, lunga circa 8 metri e larga 1 m circa, con un ripiano rettangolare per la deposizione delle offerte nell'abside. L'altezza della camera funeraria decresce man mano che si avanza; da un massimo di 2,10 m all'ingresso ad un minimo di 1,70 m sul fondo.
All'esterno, al lato destro dell'ingresso, è presente un betilo, ritrovato al momento dello scavo e in seguito raddrizzato.
All'estremità occidentale dell'ala si trovano tre piccoli pozzetti votivi poco profondi. Ciascuno di questi è definito da una doppia bordura concentrica formata da pietre di varie dimensioni, disposte l'una accanto all'altra in due cerchi sovrapposti.

## Scavi
La tomba venne scavata negli anni sessanta da Enrico Atzeni e restaurata nel 1987.